# Palmaria palmata
Palmaria palmata (L.) Kuntze 1891, también llamada dulse,  dillisk, dilsk o creathnach, es un alga roja (Rhodophyta) anteriormente denominada Rhodymenia palmata (L.) Grev.. Crece en las costas del norte de los océanos Atlántico y Pacífico. Es un aperitivo bien conocido, y en Islandia, donde se conoce como söl, ha sido una importante fuente de fibra a lo largo de los siglos. 

## Historia
Los primeros registros sobre esta especie es sobre su recolección por los monjes de San Columba hace 1.400 años. 

## Descripción
Las dulses crecen pegadas por su rizoide con forma de disco a las estipes de Laminaria o a rocas. Tiene una pequeña estipe, las frondas son variables y varían en color desde el rosa fuerte al rojo-púrpura y tienen una textura un poco correosa. El follaje de hojas planas se expande gradualmente y se divide en segmentos anchos llegando a alcanzar los 50 cm de largo y de 30 a 8 cm de ancho que pueden tener otras ramificaciones por el borde.
La referencia a Rhodymenia palmata var.mollis en Abbott & Hollenberg (1976), es considerada actualmente una referencia a una especie diferente: Palmaria mollis (Setchel et Gardner) van der Meer et Bird.
Dulse es similar a otra macroalga: Dilsea carnosa (Schmidel) Kuntze, la Dilsea, sin embargo, es más correosa con hojas de hasta 30 cm de longitud y 20 cm de ancho. A diferencia de Palmaria palmata, no se ramifica y no tiene ramas en los bordes de las frondas. Sin embargo las hojas más viejas pueden dividirse.

## Ciclo de vida
Su ciclo de vida no fue explicado completamente hasta 1980. Las tetrasporas se producen en los soros diseminados en las hojas maduras y son diploides. Los soros de gametos masculinos se encuentran diseminados sobre la mayoría de la fronda de la planta masculina haploide. El gametotipo femenino es muy pequeño atrofiado o incrustado, la carpogonia se encuentra aparentemente como células individuales en las algas jóvenes. Las algas masculinas son como briznas y producen gametos masculinos que fertilizan las tetrasporas diploides que están pegados al gametotipo femenino. Las hojas adultas producen tetrasporas por meiosis. Es por eso que es la fase tetraspora diploide o la planta masculina la que se puede encontrar en la costa.

## Ecología
Palmaria palmata se puede encontrar creciendo desde la mitad de la zona intermareal hasta profundidades de 20 m o más, tanto en costas abrigadas como expuestas.

## Como alimento
Las dulse son una buena fuente de minerales y vitaminas comparadas con otros vegetales y contienen todos los oligoelementos que necesitan las personas, además de un alto contenido en proteínas.
Normalmente se encuentra de junio a septiembre y se puede recoger a mano cuando la marea está baja. Cuando se recogen, los pequeños caracoles, conchas y otras pequeñas partículas se eliminan con un lavado y luego las algas se extienden para secarse. Algunos recolectores pueden darles la vuelta una vez y enrollarlas en grandes fardos para empaquetarlas más tarde. También se usan como forraje para animales en algunos países.
La dulse es usada comúnmente en Irlanda, Islandia y la parte atlántica de Canadá tanto como alimento como medicina. Se puede encontrar en muchas tiendas de comida saludable o mercados de pescado y puede ser comprada directamente a un distribuidor local. En Ballycastle, Irlanda del Norte, es tradicional venderla en el Ould Lammas Fair. Las dulse se comercializan por todo el mundo. En Irlanda del Norte es muy popular por la zona de la Costa de la Calzada del Gigante. 
La dulse fresca se puede consumir directamente de las rocas antes de secarla al sol. La dulse secada al sol se come tal y como está o se machaca en copos o polvo. En Islandia la tradición es comerla con mantequilla. También puede freirse rápidamente como patatas fritas, hornearla cubierta con queso, son salsa, o simplemente calentarla brevemente en el microondas. También se puede usar en sopas, sándwiches y ensaladas, o añadirla al pan o las pizzas. Picada finamente, puede usarse también como potenciador del sabor en platos de carne, como chili en lugar del glutamato monosódico.
En la costa oeste de Irlanda comúnmente se le llama dillisk, y normalmente se seca y se vende como aperitivo en las ciudades costeras.

## Distribución
Palmaria palmata es la única especie de Palmaria que se encuentra en las costas atlánticas de Europa. Se puede encontrar desde las costas de Portugal hasta las del Mar Báltico además de las costas de Islandia y las Islas Feroe. También crece en las costas Árticas de Rusia, la parte Ártica de Canadá, Alaska, Japón y Corea. Los registros encontrados en California son de Palmaria mollis que es considerada una especie diferente.

## Infecciones, irritaciones, malformaciones y enfermedades
Las irritaciones, posiblemente producidas por nematodos, copépodos y bacterias infectan a estas algas. Fueron registradas como "consecuencia de tejido producido por la presencia...de un animal."